# Fettsäuremethylester
Fettsäuremethylester (abgekürzt FAME von englisch fatty acid methyl ester) sind Verbindungen aus einer Fettsäure und dem Alkohol Methanol. Ein Gemisch aus FAMEs, das aus pflanzlichen (z. B. Rapsöl) oder tierischen Fetten (z. B. aus Schmalz) und Methanol gewonnen und als Kraftstoff für Dieselmotoren genutzt wird, wird als Biodiesel bezeichnet.

## Eigenschaften

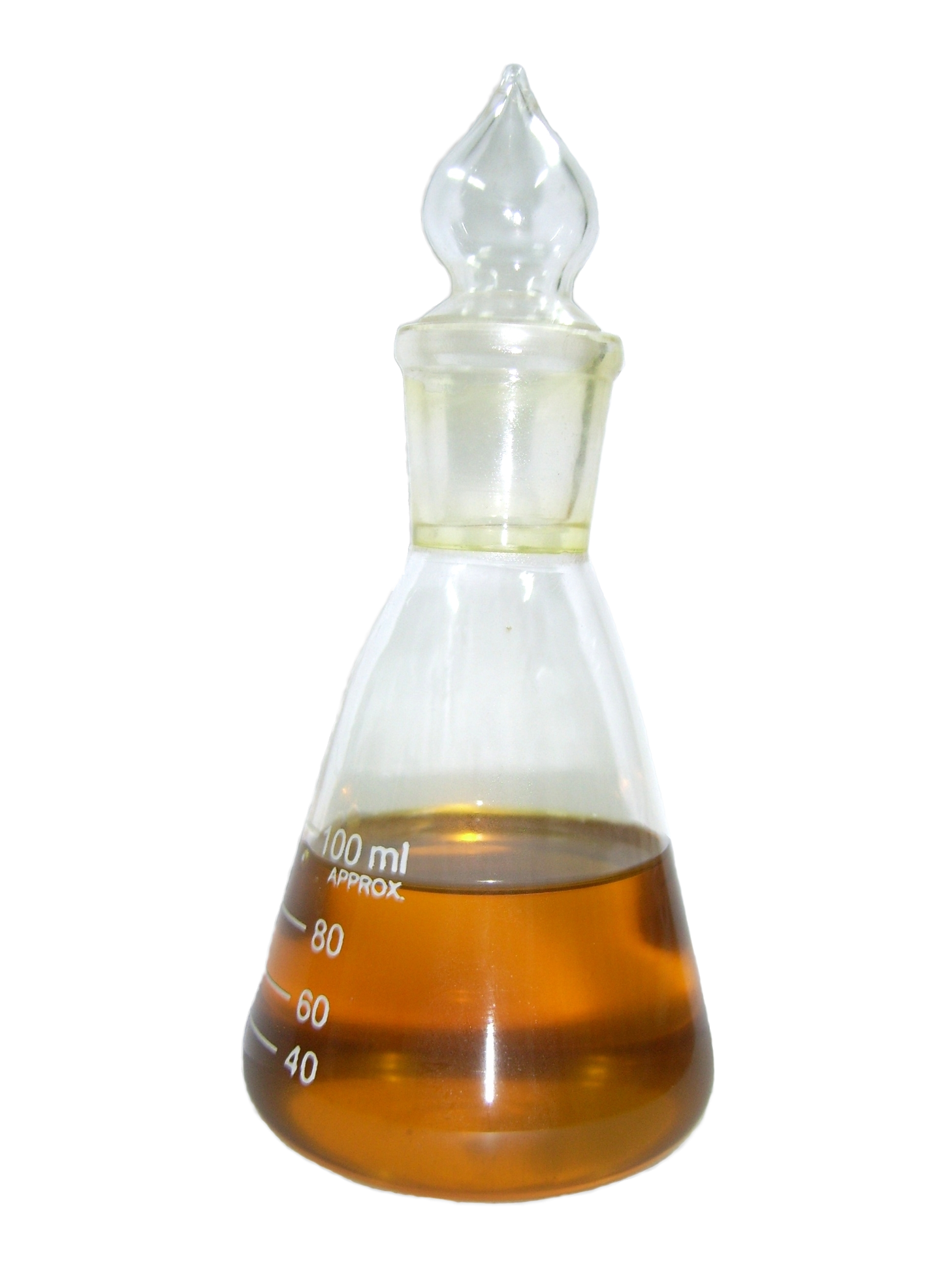
Rapsmethylester in einem Erlenmeyerkolben

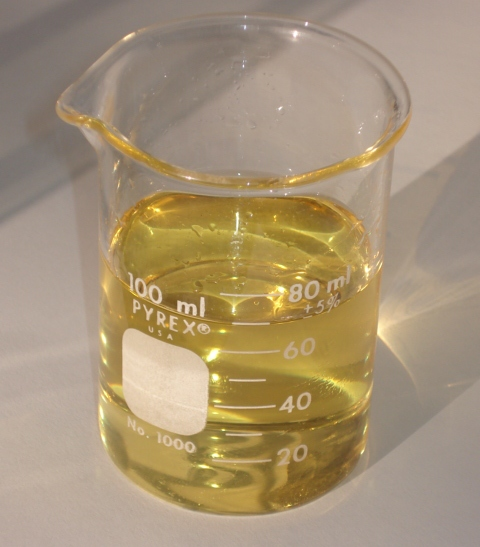
Sojamethylester in einem Becherglas

FAME aus pflanzlichen Fetten sind bei Raumtemperatur flüssig und kommen mit einem Teil ihrer Eigenschaften denen von Dieselkraftstoff sehr nahe (deshalb auch die Bezeichnung „Biodiesel“), sind jedoch zugleich Lösungsmittel mit anderen Wirkungen als Dieselkraftstoff, was zu technischen Problemen an Dichtungsmaterialien in Motorensystemen führen kann. Fettsäuremethylester können als alternativer Kraftstoff verwendet werden, wenn die Dichtungsmaterialien gegen FAME beständig sind.
Die Lagerung von FAME sollte mit so wenig Sauerstoff wie möglich stattfinden, da FAME wegen der teilweise enthaltenen Doppelbindungen in den langkettigen ungesättigten Fettsäuremethylestern mit Sauerstoff aus der Luft reagiert und durch Brückenbildungen zwischen den einzelnen Molekülen verharzen kann. Wenn FAME als Kraftstoff verwendet werden, ist es nötig, einen hohen Qualitätsstandard zu erhalten. Die Iodzahl ist ein Maß für die Neigung zur Harzbildung, da sie proportional zu den vorhandenen Kohlenstoff-Kohlenstoff-Doppelbindungen ist. Fettsäuremethylester mit hoher Iodzahl verharzen also leichter als solche mit niedriger Iodzahl.

## Herstellung
Fettsäuremethylester (FAME) werden durch Umesterung von Fetten oder Ölen (Triglyceride) mit Methanol hergestellt. Diese Reaktion wird sauer oder basisch katalysiert. Dabei wird der dreiwertige Alkohol Glycerin gegen Methanol ausgetauscht. Es entstehen Glycerin und FAME als Reaktionsprodukte, wobei, bei Einsatz von natürlichen Fetten, stets ein Gemisch aus verschiedenen Fettsäuremethylestern (mit gerader Anzahl von Kohlenstoffatomen) erhalten wird, da natürliche Triglyceride grundsätzlich mehrere verschiedene Fettsäurereste enthalten.

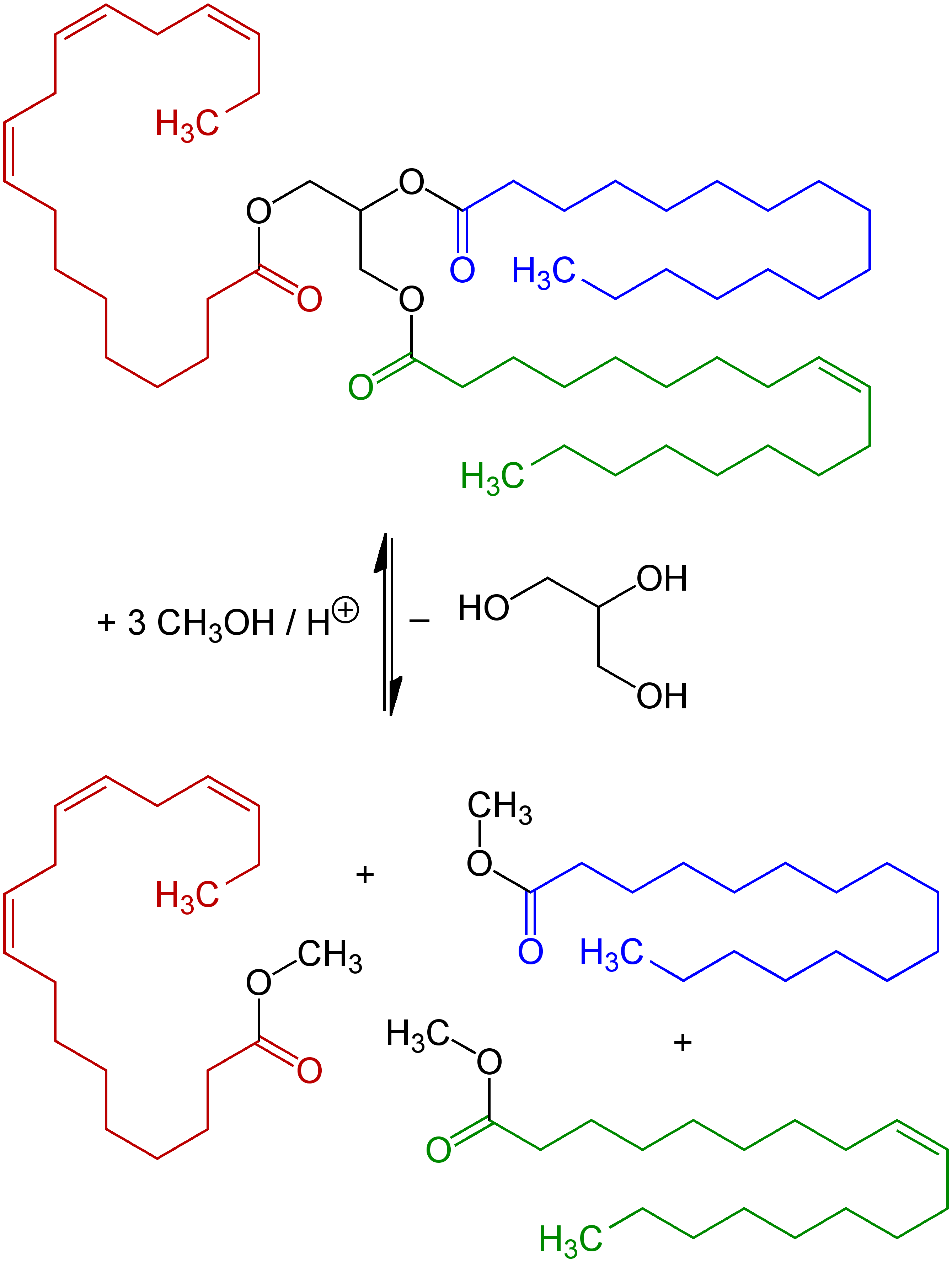
Beispiel für die säurekatalysierte Umesterung eines natürlichen Triglycerids (oben) in Fetten und Ölen. Der blau markierte Fettsäurerest ist gesättigt, der grün markierte ist einfach, der rot markierte dreifach ungesättigt. Bei der Gleichgewichtsreaktion wird Glycerin abgespalten und es entsteht FAME (unten), ein Gemisch von Fettsäuremethylestern, im Beispiel drei verschiedene.

In der Technik wird das Gleichgewicht der Umesterungsreaktion, durch das Entfernen des Glycerins oder durch einen Überschuss des Alkohols (Methanol), auf die Seite der Produkte, also auf die Seite der Fettsäuremethylester, verschoben.
FAME können auch durch Veresterung von künstlich hergestellten Fettsäuren hergestellt werden. Dieser Weg spielt jedoch in der Industrie keine bedeutende Rolle. Da eine der größten Produzenten von FAME die Biodieselproduktion ist, wird der Anteil der FAME aus rein synthetischen Fettsäuren immer geringer. Eine Variante mit ebenfalls geringer technischer Bedeutung ist die spezifische enzymatische Umesterung durch spezielle 1,3-Lipasen. Diese Spezifität ist auf chemischem Wege nicht möglich und findet Einsatz zur Herstellung von Kakaobuttersatz, Margarine-, Butter- und Backfetten.

## Verwendung

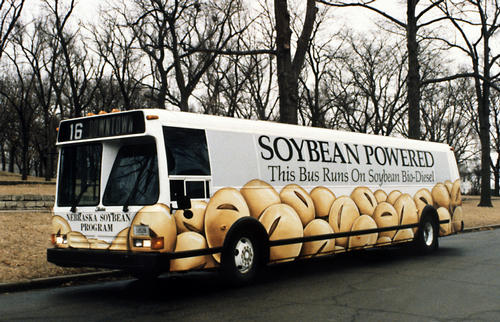
Bus mit Sojadieselwerbung

Fettsäuremethylester werden heute vor allem zur Produktion von Biodiesel genutzt und sind als Reinkraftstoff sowie in beliebigen Mischungen mit konventionellem Dieselkraftstoff nutzbar. Der Fettsäuremethylester muss als Zumischkomponente für Diesel bestimmte, genau definierte Qualitätsparameter erfüllen, die in der Norm DIN EN 14214 definiert sind.
FAME weisen eine deutlich geringere Viskosität auf als unbehandeltes Pflanzenöl; daher kann es als Ersatz für den mineralischen Dieselkraftstoff verwendet werden, ohne dass der Dieselmotor angepasst werden muss. Allerdings müssen die mit Kraftstoff in Kontakt kommenden Kraftstoffsystemkomponenten wie Schläuche und Dichtungen gegenüber dem Methylester beständig sein und aus Polytetrafluorethylen (Teflon) oder Fluorkautschuk (z. B. Viton) bestehen. Die Lösemitteleigenschaften der FAME können zur Lösung von Dieselrückständen im Kraftstoffsystem führen und dadurch den Kraftstofffilter verstopfen, außerdem kann Biodiesel Lackflächen angreifen. Weitere Probleme können durch Anreicherung von Biodiesel im Motoröl entstehen, wodurch kürzere Ölwechselintervalle notwendig werden.
Aus FAME können auch Fettalkohole und Fettamine, die beispielsweise zur Herstellung von Tensiden und Emulgatoren dienen, hergestellt werden. Bei der Herstellung von Motor- und Getriebegehäusen im Automobilbau werden Gussformen verwendet, die aus Formsand und Harzen gebildet werden. Für dieses sog. Cold-Box-System wird SME, aber auch RME (Rapsmethylester), in größerem Maßstab als Bindemittel der Harzkomponente verwendet. Dadurch lassen sich Emissionen problematischer Lösemittel der BTX-Fraktion (Benzol, Toluol und Xylol) verringern; weiterhin soll der Methylester-Einsatz auch zu technischen Vorteilen gegenüber den klassischen Cold-Box-Systemen führen.
Die häufigsten Fettsäuremethylester für die Biodieselproduktion sind Sojaölmethylester (SME; vor allem in Nord- und Südamerika, importiert auch in Europa), Rapsmethylester (RME; vor allem in Mitteleuropa), Palmölmethylester (PME) und der aus tierischen Fetten gewonnene Fettmethylester (FME). FAME aus dem Öl der Purgiernuss (Jatropha curcas) sowie weiterer Öle befinden sich derzeit in der Entwicklung, werden jedoch bislang nicht in großem Maßstab eingesetzt.
Sulfonierte Fettsäuremethylester werden als anionenaktive Tenside verwendet, so z. B. das α-Methylestersulfonat (MES).